# Carney Lansford

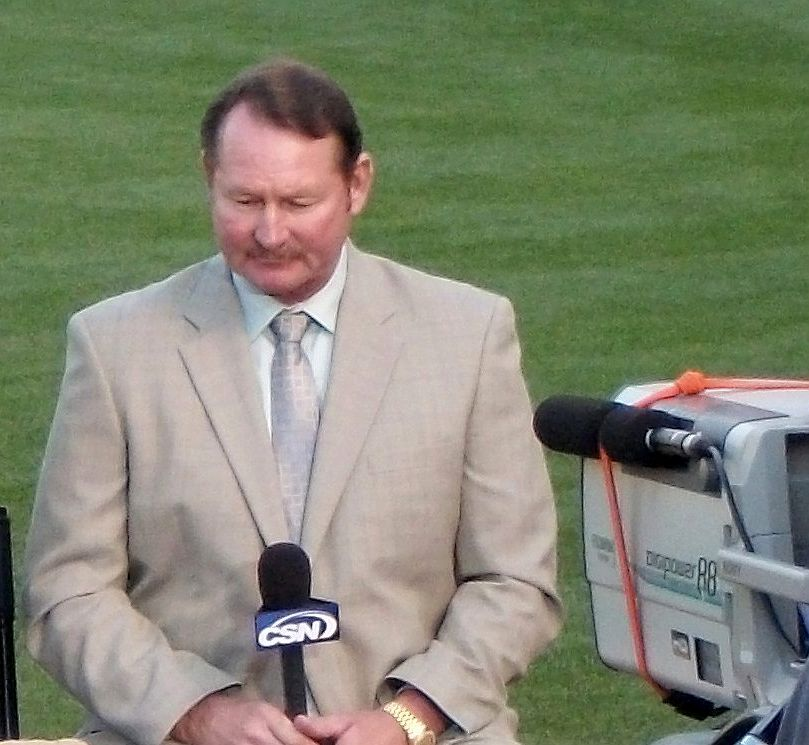
Foto do ex-jogador de beisebol norte-americano Carney Lansford.

Carney Lansford é um ex-jogador profissional de beisebol norte-americano.

## Carreira
Carney Lansford foi campeão da World Series 1989 jogando pelo Oakland Athletics. Na série de partidas decisiva, sua equipe venceu o San Francisco Giants por 4 jogos a 0.